# Миколая Божук
Миколая Божук (Василина Божук; 3 січня 1907, Великий Бичків — 4 січня 1938) — поетеса Закарпаття міжвоєнного періоду, активістка Просвіти. Членкиня Пласту на Закарпатті.

## Біографія
Народилась 3 січня 1907 року у селищі Великий Бичків на Закарпатській Гуцульщині. У рідному селі отримала початкову освіту. Український письменник Юрій Станинець згадував:
| Коли одного разу на толочці вчула від сестринниці Василини Божук вірш і дізналася, що є школа, де вчать таких віршів, вона після закінчення народної школи проти волі батьків втікає до Ясіня і доти плаче, поки батько не записує її до горожанської школи. |
Після горожанки Миколая Божук у 1928 році закінчила Ужгородську вчительську семінарію.
У юності змінила ім'я, про що говорила:
| Я не Миколая, а Василина. Назвалась так тому, що є у нас дві Василини Божуківни, обидві дочки селян, братів Божуків… Тому по батькові Миколі прибрала я собі його ім'я». |
Писати розпочала у віці 15 років. У студентські роки друкувала вірші у журналах «Пчілка», «Наш рідний край», також у коломийській газеті «Жіночій долі» та львівській «Новій хаті». Великий вплив на творчість і світогляд поетеси мали твори Тараса Шевченка, Лесі Українки, Івана Франка. Багато видань видатних письменників Миколая отримувала від українського поета Василя Ґренджі-Донського.
Юрій Станинець говорить, що Миколая Божук з ранніх літ була шляхетною та чутливою дівчиною, яка плекала любов до свого народу.
У віці 19 ріків Миколая Божук так розмірковувала про зміст життя патріотичної молоді: «Життя — то терниста дорога, через котру мусимо переходити. Є люди, котрим життя, — то байдужість. Они з дня на день переживають і не думають на свої діла, не числять з тими ділами, які зробили на користь другому, бо їх не мають, бо тільки думають на свої розкошні, як би веселіше день провести… Ми ж не з тих, котрі внішну красу тільки починають і до неї моляться поганськими словами і думками! Ми ті, що жодних терпінь не бояться і всі неприхвостні і прикрості силуються побороти! Ми находимося в терпіннях, але можемо мати надію, що прийде хвиля, що і для нас зігріє ясне сонце».
В листі 10 квітня 1927 року до Юрія Станинця поетеса писала:
|  | Знаєте що мене зробило б щасливою? Бачити добрі овочі своєї праці, щоб та праця була корисна для других! А потім жити поряд з душею, котрої ціль життя та сама, і спільними силами працювати і працювати на користь нашого любимого Народу аж до самої смерті. |

Миколая Божук померла в дуже молодому віці — у 1938 році.

## Творчість
Василина Божук залишила не багато літературної спадщини. На сьогодні відомі понад сто її поезій, одна коротка проза, п'єса (написана в співавторстві з Аґафією Бойчук), декілька сценаріїв урочистих програм для шкільних потреб та статей, надрукованих у фахових журналах.
Протягом життя поетеси з'явилася тільки одна збірка поетеси, названа «Поезії», до якої ввійшло 55 віршів і яку видали в Ужгороді 1930 року.
Друга збірка «Мережки», підготована до друку в 1935 році, залишилася в рукописі. З часом після інтенсивних пошуків чоловіка поетеси Михайла Штефуца, вдалось встановити зміст готової до друку збірки. До неї входило 48 віршів, з яких 29 були надруковані раніше, а 19 мали з'явитися вперше. Михайло Штефуца віднайшов 13 з них, решта виявилися втраченими. Протягом воєнних періодів пропала вся рукописна спадщина поетеси.
У 1962 вірші авторки увійшли до колективної збірки «Гірські квіти», що вийшла друком в Ужгороді.
Вірш «Прощай, матусю» був початком творчості Миколи Божук. У вірші вона розкрила суть учительської праці, у рядках говорить:
«Я буду зорі розсівать».
Поетика поетеси була схильна до опису пейзажної та інтимної лірики. Природа була нестерпним джерелом натхнення в якій вона шукала спокою і розради. Вірші наповненні проханням про розвіяння сумних дум, вічних туг, та віднесення лихої долі до чужих країв.
У багатьох творах Миколая Божук закликає присвятити життя рідному краю, жити «на втіху рідній стороні». Заявляла:
| За тебе в бій готовая! В надіях вся душа моя. |
Поезія Миколаї Божук наповнена ритмікою, мелодикою, яка заснована на ґрунті народної пісні в якій втіленні народно-пісенні образи. В. Ґренджа-Донський говорив про лірику Миколаї Божук, як про пташиний спів, та порівнював її з «шумом пливучих вод».

## Відгуки
Сучасники поетки згадують як вона любила квіти — білі троянди і білі лілії, символізуючи життя поетки, красиве і водночас тернисте.
Повністю розвинутись таланту Миколаї Божук не дали умови життя в яких знаходилась поетеса та передчасна смерть. За словами Юрія Станинця 
| …й так заслужила собі, що б її ім'я зоріло на закарпатському мистецькому небі між найяскравішими зірками». |
Максим Рильський у вступному слові до колективної збірки «Гірські квіти» висловлюється про творчий доробок трьох закарпатських поетес — Марійки Підгірянки, Миколаї Божук і Марусі Тисянської: 
| Вірші всіх трьох овіяні чистим і світлим подихом народної поезії. І нема тут ніякої стилізації, ніякого формального наслідування. Всі три поетеси виросли на народній пісні, виховані й викохані. |

## Вшанування пам'яті
У 2008 році в Ужгороді вийшла друком книжка «Миколая Божук. Я зберу той жар у пісню». Видання присвячене 103-річчю від дня народження Василини-Миколаї Штефуци Божук, та 70-й річниці проголошення державності Карпатської України та 20-літтю відновлення Пласту в Україні.
Після віднови Пласту в Україні у пластовій станиці Ужгород діє 38-й курінь юначок, що взяв собі за патронесу Миколаю Божук
У селі Липовець, де з 1928 року вона деякий час вчителювала, на її честь названа вулиця.